# Lungotevere dei Mellini
Il lungotevere dei Mellini è il tratto di lungotevere che collega via Vittoria Colonna a piazza della Libertà, a Roma, nel rione Prati.
Il lungotevere prende nome dalla famiglia dei Mellini (o Millini), possessori di una casa al rione Monti e una a piazza Navona; è stato istituito con delibera del 20 luglio 1887.
Sul lungotevere si può osservare la facciata posteriore di palazzo Blumenstihl, caratterizzata da arconi al pianterreno e da un'altana. Il palazzo fu costruito nello stesso luogo in cui era sito il teatro Alhambra, costruito nel 1880 e distrutto da un incendio nel 1902. Realizzato interamente in legno, era noto per i suoi spettacoli di opera lirica.